# Damien de Martel
Cet article concerne le diplomate. Pour l'officier de marine de Louis XIV, voir Damien de Martel.
Le comte Damien de Martel, né le 27 novembre 1878 à Autruy sur Juine (Loiret), mort le 21 janvier 1940 à Paris (8e), est un diplomate français.
Ministre plénipotentiaire en Chine puis en Lettonie, il est nommé en octobre 1933 haut commissaire au Levant, où il tente d'imposer la présence française.

## Biographie
Le comte Damien Joseph Alfred Charles de Martel commence sa carrière en 1908, en tant que chargé d'affaires à la légation française de Pékin. Il est aux premières loges pour observer les soubresauts de la révolution de 1911, l'effondrement du régime impérial et l'abdication de Puyi. Élevé au rang de ministre plénipotentiaire, il succède en 1917 à Alexandre-Robert Conty comme chef de la Légation de France en Chine. Il a sous ses ordres un jeune secrétaire d'ambassade nommé Alexis Leger, Saint-John Perse. De son long séjour en Chine, Damien de Martel rapporte la matière d'un livre, Silhouettes de Pékin, encore publié de nos jours.
En 1918, en pleine guerre civile russe, il est nommé haut-commissaire de la république française auprès des armées russes anti-bolcheviques de Sibérie du général Koltchak à Vladisvostok puis à Omsk. Puis il est nommé en février 1920 haut-commissaire  auprès des républiques indépendantes du Caucase, basé à Tiflis, et à l'automne 1920 auprès du général Wrangel chef des armées russes anti-bolcheviques à Sébastopol en Crimée. Pour chacune de ces trois dernières missions il est accompagné par le fameux commandant de la légion étrangère Zinovi Pechkoff, d'origine russe, comme adjoint et conseiller.
En 1921, il est chargé par le gouvernement français de monter la toute nouvelle légation en Lettonie, pays qui vient d'acquérir sa première indépendance (reconnue internationalement en 1922).

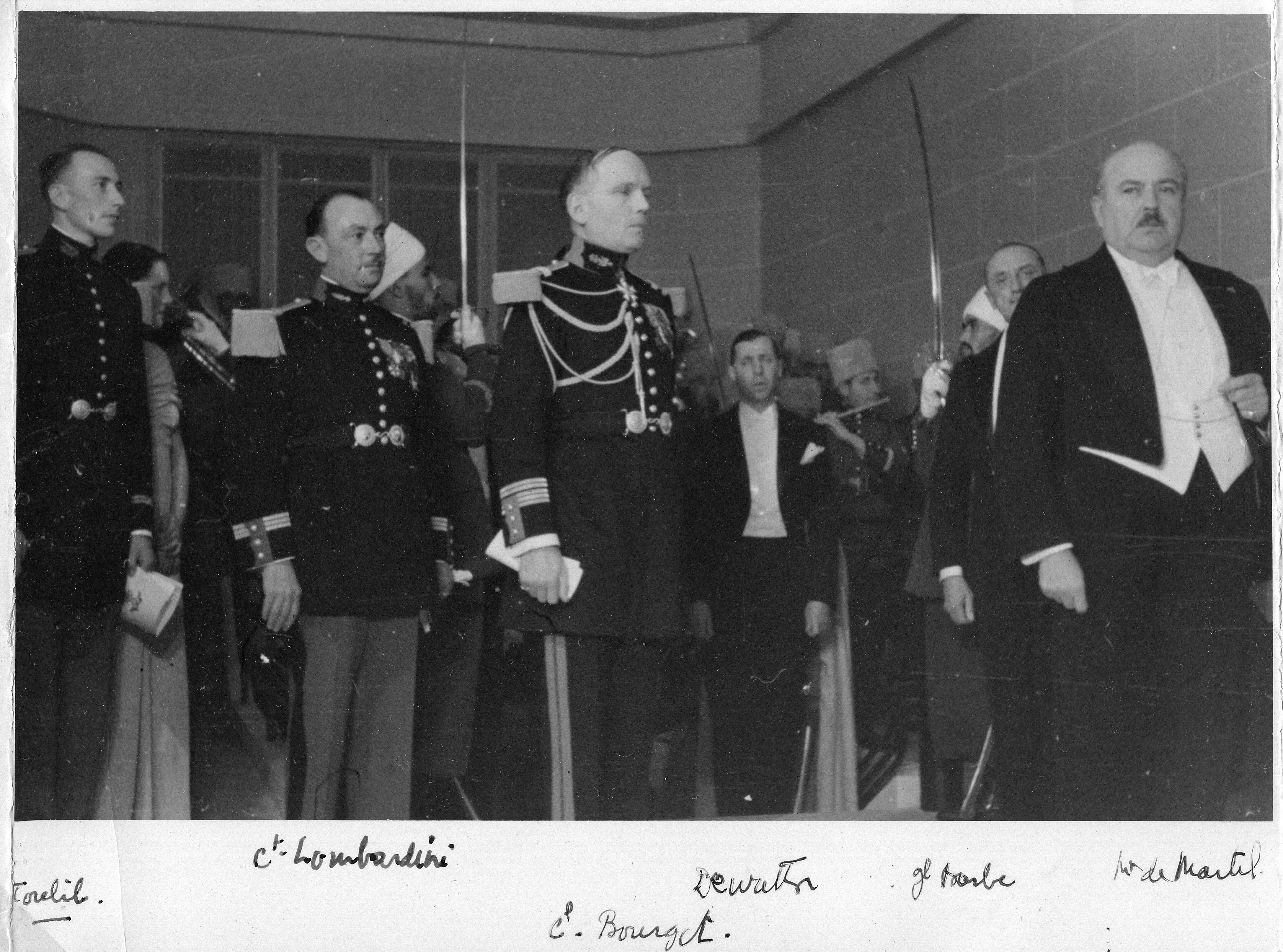
En 1938 sur la base aérienne de Rayak, à droite.

En octobre 1933, Damien de Martel est envoyé en Syrie pour occuper le poste de haut-commissaire de France au Levant en remplacement d'Henri Ponsot. Il tente d’imposer un traité marquant la prééminence économique et militaire de la France en Syrie et qui consacre la division du pays. Le Parlement syrien rejette ce plan en décembre. Il a signé la loi 166 de 1933 pour la protection de l'Heritage en Syrie et au Liban.
Il quitte son poste en octobre 1938 et rentre en France où il meurt l'année suivante.

## Vie privée
Il se marie avec Marguerite Bardac le 3 avril 1907 à Paris (8e).